# Chastellux-sur-Cure
Chastellux-sur-Cure (Aussprache [ʃatly syʁ kyʁ]) ist eine französische Gemeinde mit 131 Einwohnern (Stand: 1. Januar 2022) im Département Yonne im Arrondissement Avallon in der Region Bourgogne-Franche-Comté. Sie gehört zum Arrondissement Avallon und ist Mitglied im Gemeindeverband Avallon-Vézelay-Morvan.

## Geographie
Chastellux-sur-Cure liegt etwa 50 Kilometer südsüdöstlich von Auxerre und etwa 11 Kilometer südsüdwestlich von Avallon im Regionalen Naturpark Morvan im Massif des Morvan. Die Gemeinde befindet sich im Südosten des Départements an der Grenze zum benachbarten Département Nièvre. Die Cure, die im Osten zusammen mit dem Flüsschen Créscent zum Réservoir du Créscent aufgestaut wird, durchquert das Gemeindegebiet und folgt abschnittsweise von Gemeindegrenzen. Knapp drei Viertel der Fläche der Gemeinde werden landwirtschaftlich genutzt.
Umgeben wird Chastellux-sur-Cure von den Nachbargemeinden Saint-André-en-Morvan (Nièvre) im Norden und Westen, Saint-Germain-des-Champs im Osten und Nordosten, Marigny-l’Église (Nièvre) im Südosten sowie Saint-Martin-du-Puy (Nièvre) im Süden.

## Bevölkerungsentwicklung
| Jahr                       | 1962 | 1968 | 1975 | 1982 | 1990 | 1999 | 2006 | 2013 | 2020 |
| Einwohner                  | 214  | 187  | 159  | 171  | 159  | 141  | 159  | 146  | 135  |
| Quellen: Cassini und INSEE |      |      |      |      |      |      |      |      |      |

## Sehenswürdigkeiten
- Kirche Saint-Germain aus dem 14. Jahrhundert, ehemalige Burgkapelle
- Schloss Chastellux, ursprünglich aus dem 11. Jahrhundert, Umbauten bis in das 19. Jahrhundert, seit 1925 in Teilen als Monument historique, seit 1976 in weiteren Teilen (Turm Saint-Jean) klassifiziert, seit 1989 in weiteren Teilen eingeschrieben

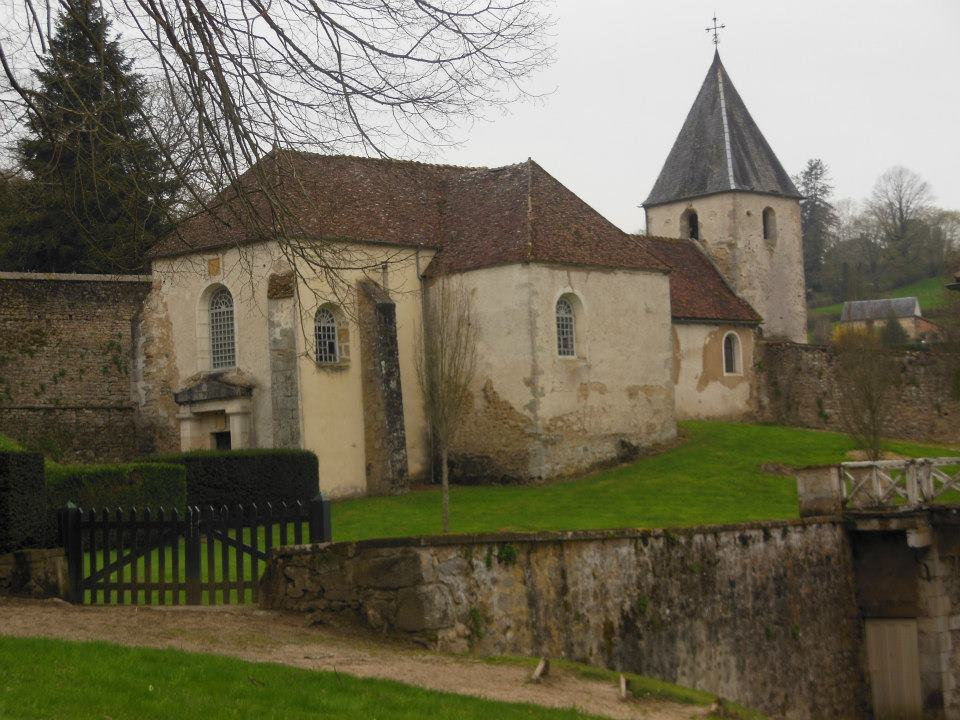
Kirche Saint-Germain
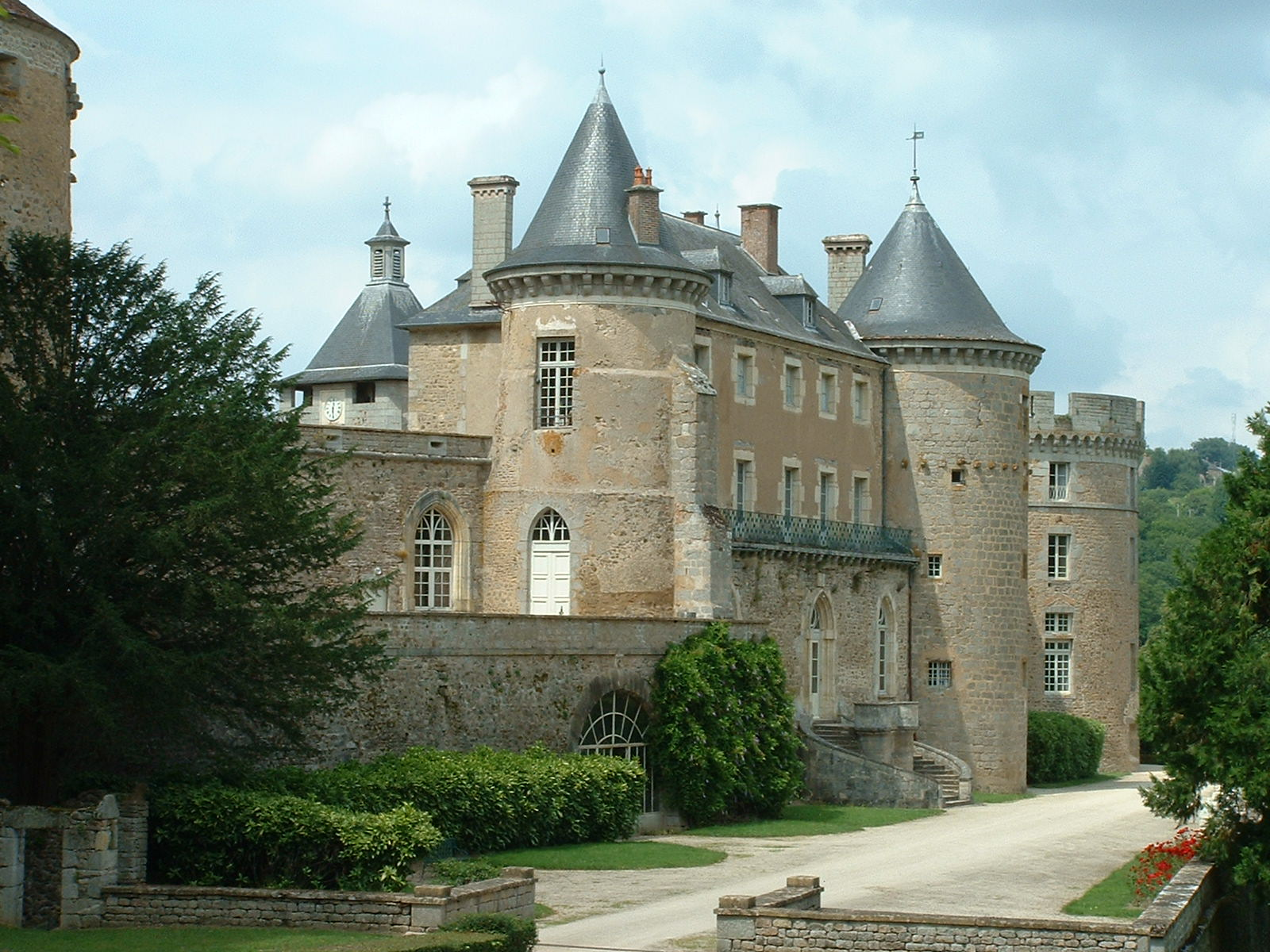
Schloss Chastellux